# Walter Pidgeon

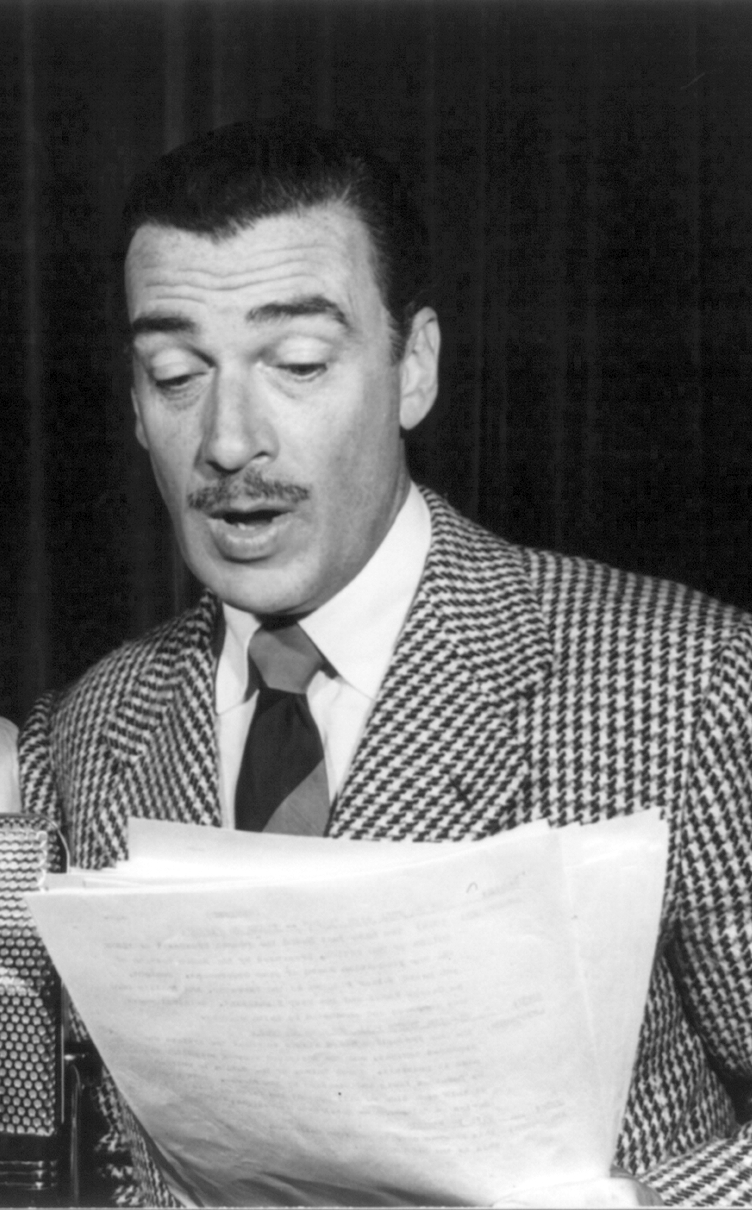
Walter Pidgeon (1942)

Walter Davis Pidgeon (* 23. September 1897 in Saint John, New Brunswick; † 25. September 1984 in Santa Monica, Kalifornien) war ein kanadischer Schauspieler.

## Leben
Walter Pidgeon studierte am New England Conservatory of Music in Boston, wo er zum klassischen Bariton-Sänger ausgebildet wurde. Während der 1920er Jahre trat er zunächst in einer Reihe von Stummfilmen auf. Nach der Einführung des Tonfilms war er auch in Filmmusicals zu sehen. Als ihn MGM 1937 unter Vertrag nahm, bekam er Nebenrollen in Filmen wie Saratoga (1937) an der Seite von Jean Harlow und Clark Gable und Im goldenen Westen (1938) neben Jeanette MacDonald und Nelson Eddy. 1941 lieh ihn MGM an 20th Century Fox für die Hauptrolle in Schlagende Wetter aus. Es wurde sein erster großer Erfolg.
Daraufhin drehte er mehrere Filme mit Greer Garson, mit der er eines der beliebtesten Leinwandpaare des amerikanischen Kinos der 1940er Jahre bildete. Zu ihren insgesamt acht gemeinsamen Filmen gehören unter anderem Blüten im Staub (1941), Mrs. Miniver (1942) und Madame Curie (1943). Für die beiden letzteren wurde er jeweils für den Oscar als bester Hauptdarsteller nominiert. Ab 1947 stand er auch häufig neben Deborah Kerr vor der Kamera. Kerr, die von MGM als Ersatz für die ältere Greer Garson aufgebaut wurde, und Pidgeon spielten zusammen unter anderem in If Winter Comes (1947) und Du und keine andere (1953). Ab Mitte der 1950er Jahre spielte Pidgeon auch verstärkt am Theater und wirkte in diversen Fernsehfilmen mit.
1974 wurde er von der Screen-Actors-Guild-Vereinigung für sein Lebenswerk ausgezeichnet. Eine seiner letzten Rollen hatte er 1976 als Richter im Fernsehfilm Die Entführung des Lindbergh-Babys. Ende der 1970er Jahre zog er sich komplett aus dem Filmgeschäft zurück.
Walter Pidgeon starb 1984 in Santa Monica nach einer Reihe von Schlaganfällen. Seinem Wunsch gemäß wurde sein Leichnam der UCLA Medical School für medizinische Forschungen übergeben. Er hat einen Stern auf dem Hollywood Walk of Fame (Hollywood Boulevard 6414).

## Privatleben
Walter Pidgeon war zweimal verheiratet. Seine erste Frau Edna Verne Pickles, mit der er ab 1919 verheiratet war, starb im Oktober 1921 bei der Geburt der gemeinsamen Tochter, die daraufhin auf den Namen ihrer Mutter Edna Verne Pidgeon getauft wurde. Am 12. Dezember 1931 heiratete Pidgeon seine Sekretärin Ruth Walker, mit der er bis zu seinem Tod verheiratet war.

## Filmografie
- 1928: Die Pantherkatze (The Gateway of the Moon)
- 1936: Große braune Augen (Big Brown Eyes)
- 1937: Saratoga
- 1937: My Dear Miss Aldrich
- 1938: Man-Proof
- 1938: Im goldenen Westen (The Girl of the Golden West)
- 1938: Engel aus zweiter Hand (The Shopworn Angel)
- 1938: Zu heiß zum Anfassen (Too Hot to Handle)
- 1939: 6,000 Enemies
- 1940: The House Across the Bay
- 1940: Schwarzes Kommando (Dark Command)
- 1940: Flight Command
- 1941: Menschenjagd (Man Hunt)
- 1941: Blüten im Staub (Blossoms in the Dust)
- 1941: Schlagende Wetter (How Green Was My Valley)
- 1941: Rache ist süß (Design for Scandal)
- 1942: Mrs. Miniver (Mrs. Miniver)
- 1942: White Cargo
- 1943: Madame Curie (Madame Curie)
- 1944: Tagebuch einer Frau (Mrs. Parkington)
- 1945: Weekend im Waldorf (Week-End at the Waldorf)
- 1946: Ball in der Botschaft (Holiday in Mexico)
- 1946: Geheimnis des Herzens (The Secret Heart)
- 1947: If Winter Comes
- 1948: Die unvollkommene Dame (Julia Misbehaves)
- 1948: Command Decision
- 1949: Schicksal in Wien (The Red Danube)
- 1949: Das Schicksal der Irene Forsyte (That Forsyte Woman)
- 1950: Ihr Geheimnis (The Miniver Story)
- 1951: Drei auf Abenteuer (Soldiers Three)
- 1951: Anwalt des Verbrechens (The Unknown Man)
- 1952: Die goldene Nixe (Million Dollar Mermaid)
- 1952: Stadt der Illusionen (The Bad and the Beautiful)
- 1952: Verkauft und verraten (The Sellout)
- 1952: The Hoaxters (Stimme)
- 1953: Skandal um Patsy (Scandal at Scourie)
- 1953: Du und keine andere (Dream Wife)
- 1954: Die Intriganten (Executive Suite)
- 1954: Verwegene Landung (Men of the Fighting Lady)
- 1954: Damals in Paris (The Last Time I Saw Paris)
- 1954: Tief in meinem Herzen (Deep in My Heart)
- 1955: In Frisco vor Anker (Hit the Deck)
- 1955: Der gläserne Pantoffel (The Glass Slipper) (Erzähler)
- 1956: Alarm im Weltall (Forbidden Planet)
- 1956: Das Herz eines Millionärs (These Wilder Years)
- 1956: Anklage: Hochverrat (The Rack)
- 1961: Unternehmen Feuergürtel (Voyage to the Bottom of the Sea)
- 1962: Sturm über Washington (Advise & Consent)
- 1962: Mein Freund Red (Big Red)
- 1967: Der Todesschuß (Warning Shot)
- 1967: Cosa Nostra – Erzfeind des FBI (Cosa Nostra, Arch Enemy of the F.B.I.) (Fernsehfilm)
- 1968: Funny Girl (Funny Girl)
- 1972: Endstation Hölle (Skyjacked)
- 1973: Die Odyssee der Neptun (The Neptune Factor)
- 1973: Harry mit den langen Fingern (Harry in Your Pocket)
- 1976: Die Entführung des Lindbergh-Babys (The Lindbergh Kidnapping Case) (TV-Film)
- 1976: Zwei Minuten Warnung (Two-Minute Warning)
- 1978: Sextette